# 斉木かおり
斉木 かおり（さいき かおり、1963年4月4日 - ）は、日本のフリーアナウンサーである。本名：和田 薫（わだ かおり）、旧姓：斉木 薫（さいき かおり）。新潟県新潟市出身。血液型A型。

## 来歴
大学時代の1985年に国際科学技術博覧会のコンパニオンを務めたのをきっかけにアナウンサーに興味を持ち、立教大学文学部日本文学科を卒業後、1986年4月に日本テレビにアナウンサーとして入社。同期に同じくアナウンサーの船越雅史、他職の正力源一郎（現・テレビ新潟社長）がいる。
1994年5月日本テレビを退社後、同年6月にアメリカへ留学する夫に同行し、ボストンにて長男を出産。帰国後には長女を出産した。2002年6月には夫の赴任でオーストラリア・キャンベラへ移住し、2005年まで現地の大使館で日本語と日本文化の指導に携わっていた。その後は再び帰国し、日テレ学院とビジヨンテツクで講師を務めている。

## 担当番組
- 番組クイズ
- 今夜のサスペンス（『火曜サスペンス劇場』の作品紹介、1986年10月 - 1987年9月）
- ルックルックこんにちは（司会、1987年3月 - 1991年5月）
- あすの全国の天気
- NNNきょうの出来事
- 経済ウォッチング
- 皇室グラフィティ
- キユーピー3分クッキング（アシスタント、1993年4月 - 1994年3月）
- 美味しんぼ第19話（水森歌子役） - 福留功男と共演。